# چاخیماخی
چاخیماخی (به لاتین: Chakhimakhi) یک منطقهٔ مسکونی در روسیه است که در شهرستان لواشینسکی واقع شده‌است.